# Čagva
Il Čagva (in russo Чагва?) è un fiume della Russia siberiana occidentale, affluente di sinistra della Čižapka (bacino idrografico dell'Ob'). Scorre nel Parabel'skij rajon dell'Oblast' di Tomsk.
Il fiume ha origine in una zona paludosa della regione del Vasjugan'e e scorre in direzione orientale. Sfocia nella Čižapka a 388 km dalla foce. La lunghezza del fiume è di 110 km, il bacino imbrifero è di 1 230 km².